# Absalom (Marvel Comics)
Absalom è un personaggio dei fumetti, creato da Fabian Nicieza e Rob Liefeld (testi), Mark Pacella (disegni), pubblicato dalla Marvel Comics. La sua prima apparizione avviene in X-Force (vol. 1) n. 10 (maggio 1992).

## Biografia del personaggio
Poco si sa del passato di Absalom, di quello che ha fatto prima di unirsi al gruppo mutante degli Externals. Ma è sicuro che ha vissuto per qualche tempo nel vecchio West dove il pistolero noto come Caleb Hammer lo stava per impiccare con l'accusa di omicidio, però i suoi poteri mutanti si attivarono e gli consentirono di fuggire. A un certo punto della sua vita si è unito agli Externals, e successivamente fu infettato dal Virus Legacy. Ma non morì a causa dell'infezione perché la mutante Selene lo uccise assieme agli altri Externals.

## Poteri e abilità
Absalom possedeva agilità, equilibrio, coordinazione, resistenza, riflessi, velocità, forza sovrumane, oltre alla capacità di far fuoriuscire le proprie ossa dal corpo.